# قرار مجلس الأمن التابع للأمم المتحدة رقم 2722
اُعتمد قرار مجلس الأمن التابع للأمم المتحدة رقم 2722 في 10 يناير 2024. وبموجب القرار، صوت مجلس الأمن على قرار يطالب فيه أنصار الله الحوثيون بالتوقف عن مهاجمة سفن الشحن المارة في البحر الأحمر.
امتنعت الجزائر، وروسيا، والصين، وموزمبيق عن التصويت.
بعد يومين من القرار، قامت كل من الولايات المتحدة، والمملكة المتحدة، بدعم من أستراليا، والبحرين، وكندا، وكوريا الجنوبية، وهولندا بشن سلسلة من الغارات على مناطق سيطرة حركة أنصار الله الحوثيون في اليمن.

## أنظر أيضًا
- أزمة البحر الأحمر
- غارات اليمن 2024
- تحالف حارس الازدهار
- قائمة قرارات مجلس الأمن التابع للأمم المتحدة من 2701 الى 2800